# Massaker von Rengat
Das Massaker von Rengat (indonesisch: Peristiwa, 5. Januar 1949) wurde am 5. Januar 1949 während des Indonesischen Unabhängigkeitskrieges von der Königlich Niederländischen Ostindischen Armee in Rengat, Riau, verübt. Nach der Eroberung der Stadt setzten Fallschirmjäger des Korps Speciale Troepen unter Leutnant Rudy de Mey bestätigte und mutmaßliche TNI-Kämpfer, Beamte und einfache Bürger der Stadt Plünderungen, Vergewaltigungen und Hinrichtungen aus. Leichen wurden vom Fluss Indragiri weggetragen.
Die Schätzungen zur Zahl der Todesopfer beim Massaker von Rengat schwanken je nach Quelle erheblich. Der Einwohner von Riouw und Onderhoorigheden behauptete, 400 Menschen seien erschossen worden. Der Staatsanwalt von Riouw wiederum bezifferte die Zahl auf 120 Tote, reduzierte die Zahl der Opfer dann aber in seinem Fazit weiter auf „ungefähr 80“. Diese Zahl erscheint seit mindestens 1969 regelmäßig in offiziellen niederländischen Erklärungen.[1] Indonesische Quellen, einschließlich der Gedenkstätte vor Ort, schätzen die Zahl der Todesopfer auf 1500 bis 2000.
Andere Quellen behaupten, dass bis zu 2600 Menschen verletzt oder getötet wurden, darunter der Vater des berühmten Autors Chairil Anwar.